# EMD E-Serie

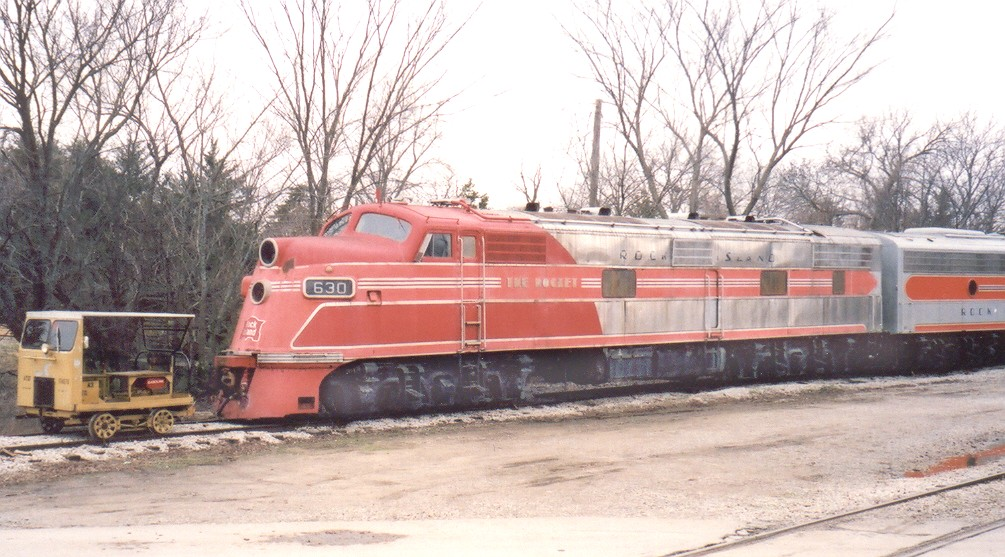
Rock Island 630, eine EMD E6A, in Privatbesitz, 2004

Als EMD-E-Serie, englisch EMD E-unit oder E-series, wird eine Reihe von Diesellokomotiven für Personenzüge des US-amerikanischen Lokomotivbauers General Motors Electro-Motive Division (EMD) bezeichnet.
1.314 Lokomotiven dieser Baureihe wurden von Mai 1937 bis Dezember 1963 in den EMD-Werkhallen in La Grange, Illinois produziert, davon 210 Exemplare als führerstandslose B-Einheiten. Damit war diese Baureihe eine der ersten Großdiesellokomotiven, der ein längerfristiger kommerzieller Erfolg beschieden war.
Die Bezeichnung E-Serie leitet sich ursprünglich von den verwendeten 1.800 (englisch: eighteen hundred) hp = 1.300 kW starken Dieselmotoren ab. Die Höchstgeschwindigkeit dieser Loks lag je nach Getriebeübersetzung zwischen 130 und 160 km/h.

## Modelle
| EA/EB | 6 A-Einheiten   | 6 B-Einheiten  | Baltimore and Ohio Railroad |
| E1    | 8 A-Einheiten   | 3 B-Einheiten  | Atchison, Topeka and Santa Fe Railway                                                                                            |
| E2    | 2 A-Einheiten   | 4 B-Einheiten  | gemeinsam von der UP, C&NW und SP für die Stromlinienzüge City of San Francisco und City of Los Angeles                          |
| E3    | 16 A-Einheiten  | 2 B-Einheiten  | ATSF (1 A, 1 B), ACL (1 A), RI (2 A), FEC (2 A), KCS (2 A, + ex EMD Vorführlokomotive A), C&NW (4 A), MP (2 A) und UP (1 A, 1 B) |
| E4    | 14 A-Einheiten  | 5 B-Einheiten  | Seaboard Air Line Railroad |
| E5    | 11 A-Einheiten  | 5 B-Einheiten  | Chicago, Burlington and Quincy Railroad                                                                                          |
| E6    | 92 A-Einheiten  | 26 B-Einheiten | diverse Bahngesellschaften |
| E7    | 428 A-Einheiten | 82 B-Einheiten | diverse Bahngesellschaften |
| E8    | 421 A-Einheiten | 39 B-Einheiten | diverse Bahngesellschaften |
| E9    | 100 A-Einheiten | 44 B-Einheiten | diverse Bahngesellschaften |

Bedingt durch den Kriegseintritt der USA im Zweiten Weltkrieg und die damit verbundene Beschränkung des Lokomotivbaus auf Güterzuglokomotiven wurden von den ersten Modellen der E-Serie relativ wenige Exemplare produziert. Erst mit der E6 und den folgenden Baureihen wurden nennenswerte Stückzahlen erreicht. Jedoch erreichte die E-Serie nie die Stückzahlen der parallel angebotenen Güterzug-Lokomotiven der F-Serie.

## Konstruktion
Wie bei vielen Diesellokomotiven wurde auch bei der EMD-E-Serie ein dieselelektrischer Antrieb eingesetzt, mit dem die von großen Dieselmotoren erzeugte mechanische Energie mit Hilfe eines Generators in elektrische Energie umgewandelt und über einen Elektromotor auf das Antriebssystem der Lokomotive übertragen wird.
Um mit den zur damaligen Zeit verfügbaren Dieselmotoren eine Leistung von 1.800 PS pro Lokomotive zu erreichen, mussten zwei Maschinenanlagen installiert werden. Die früheren Modelle EA bis E2 verwendeten den 900 PS (700 kW) starken Winton-201A-Motor. Für die Modelle E3 bis E9 stand der von EMD entwickelte Motor 12-567 zur Verfügung. Die erste Zahl bezeichnet die Anzahl der Zylinder (12), die zweite den Hubraum pro Zylinder in Kubikzoll.
Die in den Modellen E3 bis E7 eingesetzten Motoren 12-567A leisteten 1.000 PS (750 kW). In der E8 kam der auf 1.125 PS gesteigerte EMD 567B zum Einsatz, während das Aggregat 567C der E9 bereits 1.200 PS leistete.
Bedingt durch die Verwendung von zwei Maschinenanlagen wurde der Einbau zweier dreiachsiger Drehgestelle notwendig. Für die Kraftübertragung zwischen Rad und Schiene wurden aber nur zwei angetriebene Achsen pro Drehgestell benötigt. Aus diesem Grund wurden die Fahrzeuge in der relativ seltenen Achsfolge (A1A)(A1A) ausgeführt.